# Demonium
Pour plus de détails, voir Fiche technique et Distribution.
Demonium est un film d'épouvante germano-italien réalisé par Andreas Schnaas et sorti en 2001.

## Fiche technique
- Titre original allemand et italien : Demonium[1]
- Réalisateur : Andreas Schnaas
- Scénario : Sonja Schnaas, Ted Geoghegan
- Photographie : Clemens Bley
- Montage : Massimiliano D'Ottavi
- Musique : Marc Trinkhaus
- Production : Luigi Boscaino
- Société de production : Orange S.N.C, Schnaas Film GmbH
- Pays de production :  Italie -  Allemagne
- Langue originale : anglais
- Format : Couleurs - 1,85:1 - 35 mm
- Durée : 85 minutes
- Genre : Film d'épouvante
- Dates de sortie :
  - Royaume-Uni : 25 août 2001 (FrightFest (en) à Londres)

## Distribution
- Andrea Bruschi (it) : Rasmus Bentley
- Claudia Abbate : Maria
- Giuliano Polgar : Felix Baumann
- Emilia Marra : Sabine Noak
- Maurizia Grossi : Nina Moor
- Erika Manni : Helena
- Paolo Di Gialluca : Anton Marquardt
- Joe Zaso (en) : Viktor Plushnikov
- Chiara Pavoni : Violetta
- Charlotte Roche : Diana Sammer
- Giuseppe Oppedisano : Arnold Berger
- Michele Roselli : le monstre
- Antonella Vilella : la sœur siamoise
- Angelica Massafra : la femme expérimentale
- Florinda Vicari : la femme d'affaires
- Antonio Catalano : l'homme d'affaires no 1
- Eliseo Putzu : l'homme d'affaires no 2
- Walter Faitanini : le chauffeur de Diana